# L'home de la màscara de ferro (pel·lícula de 1939)
L'home de la màscara de ferro (títol original: The Man in the Iron Mask) és una pel·lícula d'aventures històrica estatunidenca de 1939 adaptada de manera molt lliure de l'última part de la novel·la de 1847-1850 El Vescomte de Bragelonne d'Alexandre Dumas, que està basada en la llegenda francesa de l'home de la màscara de ferro.
La pel·lícula va ser dirigida per James Whale i protagonitzada per Louis Hayward com a bessons reials, Joan Bennett com la princesa Maria Teresa, Warren William com d'Artagnan i Joseph Schildkraut com Nicolas Fouquet. L'actor britànic Peter Cushing va debutar a la pantalla en una part menor. Està doblada al català.

## Argument
El despòtic rei Lluís XIV descobreix que té un germà bessó que ha crescut sota la tutela del seu pare adoptiu, el mosqueter D'Artagnan.

## Repartiment
- Louis Hayward com Lluís XIV / Felip de Gascunya
- Joan Bennett com princesa Maria Teresa
- Warren William com a d'Artagnan
- Joseph Schildkraut com Fouquet
- Alan Hale com a Porthos
- Miles Mander com Aramis
- Bert Roach com Athos
- Walter Kingsford com Colbert
- Marion Martin com a Mademoiselle de la Valliere
- Montagu Love com a ambaixador espanyol
- Doris Kenyon com la reina Anna
- Albert Dekker com Lluís XIII
- Nigel De Brulier com el cardenal Richelieu
- Boyd Irwin com a Lord Gran Condestable de França
- Howard Brooks com cardenal Mazzarino
- Reginald Barlow com a Jean Paul
- Lane Chandler com a capità dels guàrdies de Fouquet
- Wyndham Standing com a Doctor
- Dorothy Vaughan com a llevadora
- Sheila Darcy com a Maria
- D'Arcy Corrigan com a presoner torturat
- Harry Woods com a primer oficial
- Peter Cushing com a segon oficial
- Ted Billings com a presoner (sense acreditar)
- Dwight Frye com a secretari de Fouquet (sense acreditar)

## Producció
La pel·lícula va ser la tercera pel·lícula realitzada pel productor Edward Small sota el seu nou acord per a United Artists. James Whale va ser signat com a director el setembre de 1938. Douglas Fairbanks, Jr., el pare del qual havia protagonitzat el paper de D'Artagnan a la versió èpica de 1929 The Iron Mask, es va anunciar originalment com a estrella masculina i es va reunir amb el director James Whale. No obstant això, el productor Edward Small va insistir en Louis Hayward, que acabava de fer El duc de West Point per a ell.
Louis Hayward va interpretar a D'Artagnan en un remake de 1952 amb canvi de gènere titulat Lady in the Iron Mask amb Patricia Medina en el paper principal i Alan Hale, Jr. com a Porthos, la part que el seu pare Alan Hale, Sr. havia interpretat a la versió de 1939. En el que podria haver estat un altre cas de càsting d'acrobàcies, Hale Jr. va interpretar a Porthos a la pel·lícula de 1979 La màscara de ferro (que també està basada en L'home de la màscara de ferro).

## Recepció
Frank S. Nugent va qualificar la pel·lícula de "una peça de vestuari moderadament entretinguda" amb "un excés d'afició per l'espectacularitat i l'heroisme rígid". Va criticar el càsting de Marion Martin com a "totalment absurd" i va qualificar la seva actuació d'"inèdita" i "més aviat desesperada". Variety va qualificar la pel·lícula com "una aventura molt entretinguda" amb una direcció "excel·lent". Harrison's Reports va declarar que era "bon entreteniment massiu" amb un romanç "encantador". Film Daily ho va anomenar "una pel·lícula vívida de la novel·la d'Alexandre Dumas" amb el "millor treball de pantalla de Hayward fins ara". John Mosher de The New Yorker va escriure: "La peça pertany a la vella escola de coses i al Douglas Fairbanks de 1929, però Douglas Fairbanks no és aquí, i sembla que el joc d'espasa, l'equitació dura i les fuites desesperades ho exigeixen. Louis Hayward pot donar un toc modern quan es necessita en el doble paper que té, però no pot competir amb el seu estoc o les seves acrobàcies".

## Influència
La primera adaptació cinematogràfica de la novel·la de Dumas que va permetre el triomf durador del bessó bo sobre el bessó malvat va ser la versió de Douglas Fairbanks de 1929, The Iron Mask (tot i que en aquest cas el bessó bo era el que ja ocupava el tron), criat sota la tutela de D'Artagnan, i va ser ell qui va haver de ser rescatat quan el malvat bessó va ser posat al tron). La versió de 1939 gira això de manera que el bessó malvat, Louis, s'asseu al tron i el bessó bo, Phillipe, és criat per D'Artagnan i finalment ha de guanyar el tron. La posada en escena de diverses altres escenes es pren en préstec de la versió de 1929, sobretot el final. El final de la versió de 1939, amb el fantasma de les figures dels quatre mosqueters junts (presumiblement al cel), és un homenatge directe al final de la pel·lícula de Douglas Fairbanks de 1929 en què Athos, Porthos i Aramis saluden a D'Artagnan. a la seva mort i ells en una imatge fantasma marxen junts cap a la "gran aventura més enllà".
La majoria de les versions cinematogràfiques posteriors, incloses la versió de 1977 i la versió de 1998, han seguit l'esquema bàsic de la pel·lícula de 1939 (i els seus préstecs de la versió de 1929), no de la novel·la original.
La banda anglesa Iron Maiden va ser nomenada pel fundador Steve Harris després de veure la pel·lícula.